# Alexandru Mike Gheorghiu
Alexandru Mike Gheorghiu (n.14 iulie 1977, București) este un actor român de film, teatru și voce.

## Teatru

### Spectacole la Teatrul Nottara
- Fanouš – Joc de toamnă de Markéta Bláhová (spectacol lectură), regia: Adela Bițică (2014);
- Ipingescu – O noapte furtunoasă de I.L. Caragiale, regia: Alexandru Mâzgăreanu (2012);
- Borachio – Mult zgomot pentru nimic de William Shakespeare, regia: Diana Lupescu (2012);
- Mișa Panin, Demian Kuzmici și un tip cu chitară – Roman teatral, adaptare după romanul omonim al lui Mihail Bulgakov, regia: Vlad Massaci (2012);
- Man 2 – 39 de trepte, adaptare după un film de Alfred Hitchcock, regia: Petre Bokor (2010);
- Umor, amor, fior de dor... în București, un spectacol de Diana Lupescu (2010);
- Willie – Clipe de viață de William Saroyan, regia: Cristian Dumitru (2010);
- Robert-Fierăstrău – Opera de trei parale de Bertold Brecht, regia: Diana Lupescu (2009);
- Periuță-de-Dinți și Comis-Voiajorul – Rinocerul îndrăgostit de Liao Yimei, regia: Mihai Lungeanu (2008);
- Fiddleditch – Tăiat de Lyle Victor Albert, regia: Alexandru Jitea (2008);
- Traian – Titanic Vals de Tudor Mușatescu, regia: Dinu Cernescu (2008);
- Kirill Porfirievici Glagoliev – Platonov de A.P. Cehov, regia: Vlad Massaci (2008);
- Ritmuri / De dor și drag, Maria Tănase, un spectacol de Diana Lupescu (2008);
- Fiul – Special sânge de Guy Foissy, regia: Bogdan Hușanu (2007);
- Liftierul – Scandal la Operă! de Ken Ludwig, regia: Petre Bokor (2006);
- Bennett – Travestiuri de Tom Stoppard, regia: Dan Vasile (2006);
- Alpatici – Război și pace, adaptare după romanul omonim al lui Lev Tolstoi, regia: Petre Bokor (2002);
- Cobuz – Prăpăstiile Bucureștilor, adaptare după Matei Milo, regia: Ada Lupu (2002);
- Fred Walter – Sărbători fericite de Jean Poiret, regia: Dinu Cernescu (2002);
- Soldatul – Miresele căpitanului de Stephen Sondheim, regia: Petre Bokor (2002).
- Gelu – Boul și vițeii de Ion Băieșu, regia: Alexandru Jitea, Teatrul George Ciprian din Buzău (2011);
- Vulpoiul – Măria Sa, Măgarul de Ion Lucian, regia: Ion Lucian, Teatrul Excelsior (2010);
- Kabaret, după o idee de Mara Bozoki și Zsolt Khell, regia: Yvette Bozsik, Opera Națională București (2010);
- Ipingescu – O noapte taifunoasă adaptare după I.L. Caragiale, regia: Dan Vasile, Centrul Cultural pentru UNESCO Nicolae Balcescu (2004), Teatrul Luni (2005), La Scena (2010);
- Tăiat de Lyle Victor Albert, regia: Alexandru Jitea, Teatrul Luni (2007);
- Țăranul și Pascu – Steaua fără nume de Mihail Sebastian, regia: Anca Maria Colțeanu, Teatru George Ciprian din Buzău (2005);
- Vulpoiul – Cocoșelul neascultător de Ion Lucian și Constantin Ungureanu, regia: Ion Lucian și Victor Radovici, Teatrul Excelsior (2005);
- Rudi – Viața lui Helge de Sibylle Berg, regia: Theo Herghelegiu, Teatrul Act (2004);
- Voin – Povești de familie de Biljana Srbljanovic, regia: Andreea Vălean, Teatrul Nocturn (2001);
- Seymour – Little Shop of Horrors de Howard Ashman (spectacol în limba engleză), regia: Calvin Andre McClinton, Studioul Cassandra (2000);
- Baltazar și Călăul – Comedia Erorilor de William Shakespeare ,regia: Cristiana Rîpeanu, Teatrul George Ciprian din Buzău (1999), Studioul Cassandra (2000);
- Rodrigo – Othello de William Shakespeare, regia: Dan Vasile, Teatrul Luni (1999);
- Ștefănescu și băiatul cu cafelele – Ultima oră de Mihail Sebastian, regia: Adriana Popovici, Studioul Cassandra (1999);
- Iluzii de hârtie (spectacol de coregrafie), regia: Elena Zamfirescu, Studioul Cassandra (1999);
- Hârciogul – Viața lui Helge de Sibylle Berg, regia: Theo Herghelegiu, Teatrul Act (1999);
- Irozii, regia: Cătălin Naum, Teatrul Podul (1995);
- Om de omenie, regia: Cătălin Naum, Teatrul Podul (1994);
- Benvolio – Romeo și Julieta de William Shakespeare, regia: Cătălin Naum, Teatrul Podul (1993);
- Nu am moarte cu tine nimic, spectacol după versurile lui Grigore Vieru și Leonida Lari, regia: Cătălin Naum, Teatrul Podul (1993).

## Filmografie
- Terminus Paradis (1998)
- Filantropica (2002) – Ovidiu adolescent
- Italiencele (2004)
- Carmen (2013)
- Și totul era nimic,;
- Zbor deasupra unui cuib de curci
- Dor Mărunt